# Chelsea FC 2022/2023
Tento článek se podrobně zabývá událostmi ve fotbalovém klubu Chelsea FC v období sezony 2022/23 a jeho působení v Premier League, FA Cupu, EFL a evropských pohárech. Pro Chelsea se jednalo o 117. sezonu v historii klubu.

## Dresy
| Domácí | Domácí alt. | Hostující | Hostující alt. | Třetí | Třetí alt. | Gólman 1 | Gólman 2 | Gólman 3 |

## Realizační tým
| Post                     | Jméno            |
| ------------------------ | ---------------- |
| Hlavní trenér            | Frank Lampard    |
| Asistenti trenéra        | Bjorn Hamberg    |
| Asistenti trenéra        | Anthony Barry    |
| Trenéři gólmanů          | Henrique Hilário |
| Trenéři gólmanů          | Ben Roberts      |
| Asistent trenéra gólmanů | James Russell    |
| Analytik                 | Kyle Macaulay    |

## Soupiska

### První tým
| Číslo     | Hráč                        | Nár.              | Pozice        | Datum narození a věk        | Od roku  | Smlouva do | Zápasy   | Góly     |
| Brankáři  | Brankáři                    | Brankáři          | Brankáři      | Brankáři                    | Brankáři | Brankáři   | Brankáři | Brankáři |
| --------- | --------------------------- | ----------------- | ------------- | --------------------------- | -------- | ---------- | -------- | -------- |
| 1         | Kepa Arrizabalaga           | Španělsko         | G             | 3. října 1994 (30 let)      | 2018     | 2025       | 163      | 0        |
| 13        | Marcus Bettinelli           | Anglie            | G             | 24. května 1992 (32 let)    | 2021     | 2023       | 1        | 0        |
| 16        | Édouard Mendy               | Senegal           | G             | 1. března 1992 (33 let)     | 2020     | 2025       | 105      | 0        |
| 36        | Gabriel Slonina             | USA               | G             | 15. května 2004 (21 let)    | 2022     | 2028       | 0        | 0        |
| Obránci   |                             |                   |               |                             |          |            |          |          |
| 4         | Benoît Badiashile           | Francie           | SO            | 26. března 2001 (24 let)    | 2023     | 2030       | 11       | 1        |
| 6         | Thiago Silva                | Brazílie          | SO            | 22. září 1984 (40 let)      | 2020     | 2023       | 117      | 5        |
| 14        | Trevoh Chalobah             | Anglie            | SO / DZ       | 5. července 1999 (25 let)   | 2018     | 2026       | 63       | 4        |
| 21        | Ben Chilwell                | Anglie            | LO / LKO      | 21. prosince 1996 (28 let)  | 2020     | 2025       | 85       | 9        |
| 24        | Reece James                 | Anglie            | PO / PKO / SO | 8. prosince 1999 (25 let)   | 2018     | 2028       | 147      | 11       |
| 26        | Kalidou Koulibaly           | Senegal           | SO            | 20. června 1991 (33 let)    | 2022     | 2026       | 32       | 2        |
| 28        | César Azpilicueta (kapitán) | Španělsko         | PO / SO       | 29. srpna 1989 (35 let)     | 2012     | 2024       | 508      | 17       |
| 32        | Marc Cucurella              | Španělsko         | LO / LKO / SO | 22. července 1998 (26 let)  | 2022     | 2028       | 33       | 0        |
| 33        | Wesley Fofana               | Francie           | SO            | 17. prosince 2000 (24 let)  | 2022     | 2029       | 20       | 2        |
| Záložníci |                             |                   |               |                             |          |            |          |          |
| 5         | Enzo Fernández              | Argentina         | SZ / DZ       | 17. ledna 2001 (24 let)     | 2023     | 2031       | 22       | 0        |
| 7         | N'Golo Kanté                | Francie           | SZ            | 21. března 1991 (34 let)    | 2016     | 2023       | 269      | 13       |
| 8         | Mateo Kovačić               | Chorvatsko        | SZ            | 6. května 1994 (31 let)     | 2019     | 2024       | 221      | 6        |
| 12        | Ruben Loftus-Cheek          | Anglie            | SZ / SOZ      | 23. ledna 1996 (29 let)     | 2014     | 2024       | 155      | 13       |
| 19        | Mason Mount                 | Anglie            | SOZ / SZ      | 10. ledna 1999 (26 let)     | 2017     | 2024       | 195      | 33       |
| 20        | Denis Zakaria               | Švýcarsko         | DZ / SZ / SO  | 20. listopadu 1996 (28 let) | 2022     | 2023       | 11       | 1        |
| 23        | Conor Gallagher             | Anglie            | SZ / SOZ      | 6. února 2000 (25 let)      | 2019     | 2025       | 45       | 3        |
| 30        | Carney Chukwuemeka          | Anglie            | SZ / SOZ      | 20. října 2003 (21 let)     | 2022     | 2028       | 15       | 0        |
| 56        | Omari Hutchinson            | Jamajka           | OZ / LK / PK  | 29. října 2003 (21 let)     | 2023     | 2025       | 2        | 0        |
| 67        | Lewis Hall                  | Anglie            | LZ / LO       | 8. září 2004 (20 let)       | 2021     | 2025       | 12       | 0        |
| Útočníci  |                             |                   |               |                             |          |            |          |          |
| 9         | Pierre-Emerick Aubameyang   | Gabon             | ÚT / LK       | 18. června 1989 (35 let)    | 2022     | 2024       | 21       | 3        |
| 10        | Christian Pulišić           | USA               | LK / PK       | 18. září 1998 (26 let)      | 2019     | 2024       | 145      | 26       |
| 11        | João Félix                  | Portugalsko       | SÚ            | 10. prosince 1999 (25 let)  | 2023     | 2023       | 20       | 4        |
| 15        | Mychajlo Mudryk             | Ukrajina          | LK / SOZ / PK | 5. ledna 2001 (24 let)      | 2023     | 2031       | 17       | 0        |
| 17        | Raheem Sterling             | Anglie            | LK / PK       | 8. prosince 1994 (30 let)   | 2022     | 2027       | 38       | 9        |
| 18        | Armando Broja               | Albánie           | ÚT            | 10. září 2001 (23 let)      | 2020     | 2028       | 19       | 1        |
| 22        | Hakim Ziyech                | Maroko            | SOZ / PK      | 19. března 1993 (32 let)    | 2020     | 2025       | 107      | 14       |
| 27        | David Datro Fofana          | Pobřeží slonoviny | ÚT / LK / PK  | 22. prosince 2002 (22 let)  | 2023     | 2029       | 4        | 0        |
| 29        | Kai Havertz                 | Německo           | SOZ / SÚ      | 11. června 1999 (25 let)    | 2020     | 2025       | 139      | 32       |
| 31        | Noni Madueke                | Anglie            | SÚ / PK       | 10. března 2002 (23 let)    | 2023     | 2030       | 12       | 1        |

## Přestupy

### Přišli do týmu

#### Léto
| Číslo | Poz. | Hráč                      | Odkud přišel           | Cena        |
| ----- | ---- | ------------------------- | ---------------------- | ----------- |
| 50    | G    | Eddie Beach               | Southampton            | —           |
| 17    | Ú    | Raheem Sterling           | Manchester City        | £47,500,000 |
| 26    | O    | Kalidou Koulibaly         | Napoli                 | £33,000,000 |
| 56    | Z    | Omari Hutchinson          | Arsenal                | —           |
|       | G    | Gabriel Slonina           | Chicago Fire           | £8,100,000  |
| 30    | Z    | Carney Chukwuemeka        | Aston Villa            | £20,000,000 |
| 45    | DF   | Zak Sturge                | Brighton & Hove Albion | Zadarmo     |
| 32    | O    | Marc Cucurella            | Brighton & Hove Albion | £56,000,000 |
| 77    | Z    | Tyler Dibling             | Southampton            | —           |
| 46    | Z    | Cesare Casadei            | Inter Milan            | £13,000,000 |
| 33    | O    | Wesley Fofana             | Leicester City         | £69,500,000 |
| 9     | Ú    | Pierre-Emerick Aubameyang | Barcelona              | £10,300,000 |

#### Zima
| Číslo | Poz. | Hráč               | Odkud přišel   | Cena         |
| ----- | ---- | ------------------ | -------------- | ------------ |
| 4     | O    | Benoît Badiashile  | Monaco         | £33,000,000  |
| 27    | Ú    | David Datro Fofana | Molde          | £8,000,000   |
|       | Z    | Andrey Santos      | Vasco da Gama  | £18,000,000  |
| 15    | Z    | Mychajlo Mudryk    | Šachtar Doněck | £62,000,000  |
| 31    | Ú    | Noni Madueke       | PSV Eindhoven  | £29,000,000  |
|       | O    | Malo Gusto         | Lyon           | £26,000,000  |
| 5     | Z    | Enzo Fernández     | Benfica        | £106,700,000 |
|       | Ú    | Jimmy-Jay Morgan   | Southampton    | —            |

### Hostování do týmu

#### Léto
| Číslo | Poz. | Hráč          | Odkud přišel | Cena       |
| ----- | ---- | ------------- | ------------ | ---------- |
| 20    | Z    | Denis Zakaria | Juventus     | £2,700,000 |

#### Zima
| Číslo | Poz. | Hráč       | Odkud přišel    | Cena       |
| ----- | ---- | ---------- | --------------- | ---------- |
| 11    | Ú    | João Félix | Atlético Madrid | £9,700,000 |

### Odešli z týmu

#### Léto
| Číslo | Poz. | Hráč                | Kam odešel             | Cena          |
| ----- | ---- | ------------------- | ---------------------- | ------------- |
| 2     | O    | Antonio Rüdiger     | Real Madrid            | Konec smlouvy |
| 4     | O    | Andreas Christensen | Barcelona              | Konec smlouvy |
| 41    | Z    | George McEachran    | —                      | Konec smlouvy |
| 42    | Z    | Thierno Ballo       | Wolfsberger            | Konec smlouvy |
|       | G    | Karlo Žiger         | Gorica                 | Konec smlouvy |
|       | O    | Jake Clarke-Salter  | Queens Park Rangers    | Konec smlouvy |
|       | Z    | Danny Drinkwater    | —                      | Konec smlouvy |
|       | Z    | Charly Musonda      | Levante                | Konec smlouvy |
|       | Ú    | George Nunn         | Derby County           | Konec smlouvy |
|       | O    | Josh Tobin          | —                      | Konec smlouvy |
|       | O    | Matt Miazga         | FC Cincinnati          | —             |
| 11    | Ú    | Timo Werner         | RB Leipzig             | £25,000,000   |
|       | Z    | Edwin Andersson     | Stoke City             | Konec smlouvy |
| 33    | O    | Emerson             | West Ham United        | £15,000,000   |
|       | O    | Luke Badley-Morgan  | Stoke City             | Konec smlouvy |
|       | Z    | Ross Barkley        | Nice                   | Konec smlouvy |
| 3     | O    | Marcos Alonso       | Barcelona              | Konec smlouvy |
| 35    | Z    | Billy Gilmour       | Brighton & Hove Albion | £9,000,000    |
| 77    | Z    | Tyler Dibling       | Southampton            | —             |
|       | O    | Xavier Mbuyamba     | Volendam               | —             |
|       | Ú    | Kenedy              | Real Valladolid        | —             |
|       | Ú    | Michy Batshuayi     | Fenerbahçe             |               |
|       | O    | Alex Kpakpé         | Rangers                | Propuštěn     |

#### Zima
| Číslo | Poz. | Hráč              | Kam odešel        | Cena        |
| ----- | ---- | ----------------- | ----------------- | ----------- |
| 61    | Ú    | Jude Soonsup-Bell | Tottenham Hotspur | —           |
| 5     | Z    | Jorginho          | Arsenal           | £12,000,000 |

### Hostování z týmu

#### Léto
| Od                | Do                | Číslo | Poz. | Hráč               | Kam odešel             | Cena       |
| ----------------- | ----------------- | ----- | ---- | ------------------ | ---------------------- | ---------- |
| 30. srpna 2021    | 30. června 2023   |       | Z    | Tiémoué Bakayoko   | Milan                  | £1,800,000 |
| 1. července 2022  | Do konce sezony   | 9     | Ú    | Romelu Lukaku      | Inter Milan            | £7,000,000 |
| 1. července 2022  | Do konce sezony   | 36    | G    | Lucas Bergström    | Peterborough United    | Zadarmo    |
| 1. července 2022  | Do konce sezony   | 45    | O    | Sam McClelland     | Barrow                 | Zadarmo    |
| 1. července 2022  | Do konce sezony   |       | O    | Ethan Wady         | Woking                 | Zadarmo    |
| 4. července 2022  | Do konce sezony   |       | G    | Nathan Baxter      | Hull City              | Zadarmo    |
| 7. července 2022  | 2. září 2022      | 70    | G    | Prince Adegoke     | Welling United         | Zadarmo    |
| 9. července 2022  | Do konce sezony   |       | G    | Jamie Cumming      | Milton Keynes Dons     | Zadarmo    |
| 15. července 2022 | Do konce sezony   |       | O    | Ian Maatsen        | Burnley                | Zadarmo    |
| 22. července 2022 | Do konce sezony   |       | Z    | Tino Anjorin       | Huddersfield Town      | Zadarmo    |
| 22. července 2022 | Do konce sezony   |       | O    | Henry Lawrence     | Milton Keynes Dons     | Zadarmo    |
| 2. srpna 2022     | 31. prosince 2022 |       | G    | Gabriel Slonina    | Chicago Fire           | Zadarmo    |
| 5. srpna 2022     | Do konce sezony   |       | O    | Levi Colwill       | Brighton & Hove Albion | Zadarmo    |
| 10. srpna 2022    | Do konce sezony   | 31    | O    | Malang Sarr        | Monaco                 | £900,000   |
| 30. srpna 2022    | Do konce sezony   | 20    | Ú    | Callum Hudson-Odoi | Bayer Leverkusen       | Zadarmo    |
| 31. srpna 2022    | Do konce sezony   |       | O    | Baba Rahman        | Reading                | Zadarmo    |
| 1. září 2022      | Do konce sezony   | 39    | Z    | Harvey Vale        | Hull City              | Zadarmo    |
| 1. září 2022      | Do konce sezony   | 44    | O    | Ethan Ampadu       | Spezia                 | Zadarmo    |
| 1. září 2022      | leden 2023        | 51    | Z    | Joe Haigh          | Derby County           | Zadarmo    |
| 1. září 2022      | Do konce sezony   | 53    | Ú    | Jayden Wareham     | Leyton Orient          | Zadarmo    |
| 1. září 2022      | Do konce sezony   | 54    | Z    | Xavier Simons      | Hull City              | Zadarmo    |
| 1. září 2022      | Do konce sezony   |       | O    | Dujon Sterling     | Stoke City             | Zadarmo    |
| 1. září 2022      | Do konce sezony   |       | Ú    | Bryan Fiabema      | Forest Green Rovers    | Zadarmo    |

#### Zima
| Od             | Do               | Číslo | Poz. | Hráč               | Kam odešel             | Cena    |
| -------------- | ---------------- | ----- | ---- | ------------------ | ---------------------- | ------- |
| 13. ledna 2023 | do konce sezóny  | 50    | B    | Eddie Beach        | Chelmsford City        | Zadarmo |
| 13. ledna 2023 | do konce sezóny  | 40    | B    | Teddy Sharman-Lowe | Havant & Waterlooville | Zadarmo |
| 27. ledna 2023 | do konce sezóny  | 42    | O    | Bashir Humphreys   | SC Paderborn           | Zadarmo |
| 29. ledna 2023 | do konce sezóny  |       | O    | Malo Gusto         | Lyon                   | Zadarmo |
| 30. ledna 2023 | do konce sezóny  | 46    | Z    | Cesare Casadei     | Reading                | Zadarmo |
| 31. ledna 2023 | dok konce sezóny | 80    | B    | Max Merrick        | Hanwell Town           | Zadarmo |

## Zápasy v sezoně 2022/23

### Souhrn působení v soutěžích
| Soutěž           | Fáze startu | Momentální pozice/ kolo | Konečná pozice/ kolo | První zápas       | Poslední zápas    |
| ---------------- | ----------- | ----------------------- | -------------------- | ----------------- | ----------------- |
| Premier League   | —           | —                       | 12. místo            | 6. srpna 2022     | 28. května 2022   |
| FA Cup           | 3. kolo     | —                       | 3. kolo              | 8. ledna 2023     | 8. ledna 2023     |
| EFL Cup          | 3. kolo     | —                       | 3. kolo              | 9. listopadu 2022 | 9. listopadu 2022 |
| Liga mistrů UEFA | skupina     | —                       | Čtvrtfinále          | 6. září 2022      | 18. dubna 2023    |

### Přípravné zápasy
Zdroj: chelseafc.com
| Datum            | Soupeř                 | Místo                             | Výsledek    | Střelci Chelsea                       |
| Florida Cup      | Florida Cup            | Florida Cup                       | Florida Cup | Florida Cup                           |
| ---------------- | ---------------------- | --------------------------------- | ----------- | ------------------------------------- |
| 16/ 07/ 2022     | América                | Paradise, USA                     | 2 : 1       | 55' Werner, 83' Mount                 |
| 20/ 07/ 2022     | Charlotte FC           | Charlotte, USA                    | 1 : 1       | 30' Pulišić                           |
| 23/ 07/ 2022     | Arsenal                | Orlando, USA                      | 0 : 4       |                                       |
| Přípravné zápasy |                        |                                   |             |                                       |
| 29/ 07/ 2022     | Udinese                | Udine, Itálie                     | 3 : 1       | 20' Kanté, 37' Sterling, 90' Mount    |
| 30/ 07/ 2022     | Udinese                | Udine, Itálie                     | 2 : 0       | 45+1' Loftus-Cheek, 56' (pen.) Zijach |
| 17/ 09/ 2022     | Brighton & Hove Albion | Brighton, Anglie                  | 2 : 1       | Chukwuemeka                           |
| 24/ 09/ 2022     | Portsmouth             | Surrey, Anglie                    | 2 : 4       | Neznámý, Neznámý                      |
| 11/ 12/ 2022     | Aston Villa            | Abú Zabí, Spojené arabské emiráty | 0 : 1       |                                       |
| 20/ 12/ 2022     | Brentford              | Cobham, Anglie                    | 5 : 1       | Havertz                               |

### Premier League
Hlavní článek: Premier League 2022/23
| Poř. | Tým                     | Z  | V  | R  | P  | VG | OG | B  |
| ---- | ----------------------- | -- | -- | -- | -- | -- | -- | -- |
| 10.  | Fulham                  | 38 | 15 | 7  | 16 | 55 | 53 | 52 |
| 11.  | Crystal Palace          | 38 | 11 | 12 | 15 | 40 | 49 | 45 |
| 12.  | Chelsea                 | 38 | 11 | 11 | 16 | 38 | 47 | 44 |
| 13.  | Wolverhampton Wanderers | 38 | 11 | 8  | 19 | 31 | 58 | 41 |
| 14.  | West Ham United         | 38 | 11 | 7  | 20 | 42 | 55 | 40 |

### Přehled
| 0        | 1 | 2 | 3  | 4 | 5  | 6 | 7 | 8 | 9 | 10 | 11 | 12 | 13 | 14 | 15 | 16 | 17 | 18 | 19 | 20 | 21 | 22 | 23 | 24 | 25 | 26 | 27 | 28 | 29 | 30 | 31 | 32 | 33 | 34 | 35 | 36 | 37 | 38 |
| -------- | - | - | -- | - | -- | - | - | - | - | -- | -- | -- | -- | -- | -- | -- | -- | -- | -- | -- | -- | -- | -- | -- | -- | -- | -- | -- | -- | -- | -- | -- | -- | -- | -- | -- | -- | -- |
| Výsledek | V | D | V  | D | V  | D | V | D | V | V  | D  | V  | D  | V  | V  | V  | D  | V  | V  | V  | D  | D  | D  | V  | D  | V  | D  | D  | D  | D  | D  | D  | D  | V  | D  | V  | V  | D  |
| Pozice   | 8 | 7 | 12 | 6 | 10 | 6 | 5 | 4 | 4 | 4  | 5  | 6  | 7  | 8  | 8  | 8  | 10 | 10 | 10 | 10 | 9  | 10 | 10 | 10 | 10 | 10 | 10 | 11 | 11 | 11 | 11 | 11 | 12 | 11 | 11 | 12 | 12 | 12 |

| Celkem | Celkem | Celkem | Celkem | Celkem | Celkem | Celkem | Celkem | Doma | Doma | Doma | Doma | Doma | Doma | Venku | Venku | Venku | Venku | Venku | Venku |
| Z      | V      | R      | P      | VG     | OG     | GR     | Body   | V    | R    | P    | VG   | OG   | Body | V     | R     | P     | VG    | OG    | Body  |
| ------ | ------ | ------ | ------ | ------ | ------ | ------ | ------ | ---- | ---- | ---- | ---- | ---- | ---- | ----- | ----- | ----- | ----- | ----- | ----- |
| 38     | 11     | 11     | 16     | 38     | 47     | -9     | 44     | 6    | 7    | 6    | 20   | 19   | 25   | 5     | 4     | 10    | 18    | 28    | 19    |

#### Podzimní část
| 1. kolo 6. srpna 2022 | Everton                                | 0 – 1 | Chelsea FC                                       | Goodison Park, Walton           |  |  |
| 18:30 SELČ            | Mina 45+8' Mykolenko 80' Holgate 90+8' |       | 45+9' (pen.) Jorginho 56' James 90+11' Cucurella | Diváci: 39,254 Rozhodčí: Pawson |  |  |
|                       |                                        |       |                                                  |                                 |  |  |

| 2. kolo 14. srpna 2022 | Chelsea FC                                                     | 2 – 2 | Tottenham Hotspur                          | Stamford Bridge, Fulham         |  |  |
| 17:30 SELČ             | Kalidou Koulibaly 7' Reece James 41' 77' Mendy 62' Havertz 86' |       | 68' Pierre-Emile Højbjerg 90+6' Harry Kane | Diváci: 39,946 Rozhodčí: Taylor |  |  |
|                        |                                                                |       |                                            |                                 |  |  |

| 3. kolo 21. srpna 2022 | Leeds United                                       | 3 – 0 | Chelsea FC                              | Elland Road, Leeds              |  |  |
| 15:00 SELČ             | Brenden Aaronson 33' Rodrigo 37' Jack Harrison 69' |       | 9' Koulibaly 84' Koulibaly 36' Sterling | Diváci: 39,254 Rozhodčí: Pawson |  |  |
|                        |                                                    |       |                                         |                                 |  |  |

| 4. kolo 27. srpna 2022 | Chelsea FC                                                         | 2 – 1 | Leicester City                                | Stamford Bridge, Fulham          |  |  |
| 16:00 SELČ             | Gallagher 22' Gallagher 28' Raheem Sterling 47', 63' Havertz 90+3' |       | 31' Dewsbury-Hall 40' Praer 66' Harvey Barnes | Diváci: 39,953 Rozhodčí: Tierney |  |  |
|                        |                                                                    |       |                                               |                                  |  |  |

| 5. kolo 30. srpna 2022 | Southampton                                                     | 2 – 1 | Chelsea FC                      | St Mary's Stadium, Southampton  |  |  |
| 20:45 SELČ             | Roméo Lavia 28' Adam Armstrong 45+1' Salisu 53' Ward-Prowse 64' |       | 23' Raheem Sterling 80' Pulisić | Diváci: 31,072 Rozhodčí: Oliver |  |  |
|                        |                                                                 |       |                                 |                                 |  |  |

| 6. kolo 3. září 2022 | Chelsea FC                                                              | 2 – 1 | West Ham United                                 | Stamford Bridge, Fulham         |  |  |
| 16:00 SELČ           | Loftus-Cheek 9' Cucurella 35' James 54' Chilwell 76' Havertz 88', 90+8' |       | 54', 62' Michail Antonio 40' Praer 90+3' Kehrer | Diváci: 39,923 Rozhodčí: Madley |  |  |
|                      |                                                                         |       |                                                 |                                 |  |  |

| 7. kolo 12. ledna 2023 | Fulham                                                                 | 2 – 1 | Chelsea FC                                                      | Craven Cottage, Fulham |  |
| 20:00 | Robinson 9' Pereira 14' Willian 25' Carlos Vinícius 73' Adarabioyo 84' |       | 36' Chalobah 47' Kalidou Koulibaly 58' Félix 62' Hall 76' Mount | Rozhodčí: Coote        |  |
| Poznámky: Zápas se měl původně odehrát 10. září 2022, všechna ligová kola jsou, ale odložena v důsledku úmrtí královny Alžběty II. |                                                                        |       |                                                                 |                        |  |

| 8. kolo 4. dubna 2023                                                                                | Chelsea FC  | 0 – 0 | Liverpool                                    | Stamford Bridge, Fulham         |  |
| 21:00                                                                                                | Kovačić 68' |       | 46' Matip 56' Tsimikas 61' Jones 74' Fabinho | Diváci: 40 093 Rozhodčí: Taylor |  |
| Poznámky: Zápas se měl původně odehrát 18. září 2022, ale byl odložen z důvodu nedostatku policistů. |             |       |                                              |                                 |  |

| 9. kolo 1. října 2022 | Crystal Palace          | 1 – 2 | Chelsea FC                                                                               | Selhurst Park, Selhurst           |  |  |
| 16:00 SELČ            | Odsonne Édouard 7', 22' |       | 33' Thiago Silva 38' Pierre-Emerick Aubameyang 52' Mount 88' Kovačić 90' Conor Gallagher | Diváci: 25,198 Rozhodčí: Kavanagh |  |  |
|                       |                         |       |                                                                                          |                                   |  |  |

| 10. kolo 8. října 2022 | Chelsea FC                                                                             | 3 – 0 | Wolverhampton Wanderers | Stamford Bridge, Fulham         |  |  |
| 16:00 SELČ             | Azpilicueta 22' Kai Havertz 45+3' Christian Pulisic 54' Jorginho 61' Armando Broja 90' |       |                         | Diváci: 39,940 Rozhodčí: Hooper |  |  |
|                        |                                                                                        |       |                         |                                 |  |  |

| 11. kolo 6. října 2022 | Aston Villa | 0 – 2 | Chelsea FC                                          | Villa Park, Birmingham         |  |  |
| 15:00 SELČ             |             |       | 6', 65' Mason Mount, 83' 33' Chilwell 61' Koulibaly | Diváci: 41,754 Rozhodčí: Jones |  |  |
|                        |             |       |                                                     |                                |  |  |

| 12. kolo 19. října 2022 | Brentford | 0 – 0 | Chelsea FC | Brentford Community Stadium, Brentford |  |  |
| 20:30 SELČ              |           |       |            | Diváci: 17,118 Rozhodčí: Gillett       |  |  |
|                         |           |       |            |                                        |  |  |

| 13. kolo 23. října 2022 | Chelsea FC                 | 1 – 1 | Manchester United                                          | Stamford Bridge, Fulham          |  |  |
| 17:30 SELČ              | Jorginho 87' (pen.), 90+2' |       | 32' Antony 86' Fred 90' Shaw 90+4' Casemiro 90+5' Martínez | Diváci: 39,503 Rozhodčí: Attwell |  |  |
|                         |                            |       |                                                            |                                  |  |  |

| 14. kolo 29. října 2022 | Brighton & Hove Albion                                                                                  | 4 – 1 | Chelsea FC                               | Falmer Stadium, Falmer          |  |  |
| 16:00 SELČ              | Leandro Trossard 5' Ruben Loftus-Cheek 14' (vl.) Trevoh Chalobah 42' (vl.) Enciso 83' Pascal Groß 90+2' |       | 11' Kovačić 48' Kai Havertz 50' Sterling | Diváci: 31,746 Rozhodčí: Madley |  |  |
|                         | |       |                                          |                                 |  |  |

| 15. kolo 6. listopadu 2022 | Chelsea FC                                                             | 0 – 1 | Arsenal                            | Stamford Bridge, Fulham         |  |  |
| 13:00 SEČ                  | Aubameyang 27' Azpilicueta 51' Chalobah 60' Gallagher 85' Sterling 89' |       | 42' Saka 63' Gabriel 80' Ben White | Diváci: 40,142 Rozhodčí: Oliver |  |  |
|                            |                                                                        |       |                                    |                                 |  |  |

| 16. kolo 12. listopadu 2022 | Newcastle United                                                        | 1 – 0 | Chelsea FC                 | St James' Park, Newcastle upon Tyne |  |  |
| 17:30 SEČ                   | Trippier 56' Joe Willock 67' Pope 90+5' Longstaff 90+8' Lascelles 90+9' |       | 30' Jorginho 89' Koulibaly | Diváci: 52,264 Rozhodčí: Jones      |  |  |
|                             |                                                                         |       |                            |                                     |  |  |

| 17. kolo 27. prosince 2022 | Chelsea FC                      | 2 – 0 | Bournemouth | Stamford Bridge, Fulham         |  |  |
| 17:30 SEČ                  | Kai Havertz 16' Mason Mount 24' |       |             | Diváci: 40 046 Rozhodčí: Hooper |  |  |
|                            |                                 |       |             |                                 |  |  |

#### Jarní část
| 18. kolo 1. ledna 2023 | Nottingham Forest                     | 1 – 1 | Chelsea FC                                        | City Ground, West Bridgford     |  |  |
| 17:30                  | Yates 43' Serge Aurier 63' Lodi 90+3' |       | 16' Raheem Sterling 53' Azpilicueta 90' Gallagher | Diváci: 29 229 Rozhodčí: Bankes |  |  |
|                        |                                       |       |                                                   |                                 |  |  |

| 19. kolo 5. ledna 2023 | Chelsea FC                  | 0 – 1 | Manchester City  | Stamford Bridge, Fulham          |  |  |
| 20:00                  | Kovačić 89' Koulibaly 90+4' |       | 63' Rijád Mahriz | Diváci: 39 998 Rozhodčí: Tierney |  |  |
|                        |                             |       |                  |                                  |  |  |

| 20. kolo 15. ledna 2023 | Chelsea FC                                 | 1 – 0 | Crystal Palace                                      | Stamford Bridge, Fulham         |  |  |
| 14:00                   | Jorginho 49' Kai Havertz 64' Gallagher 84' |       | 26' Doucouré 42' Clyne 52' Eze 83' Hughes 88' Guéhi | Diváci: 40 075 Rozhodčí: Bankes |  |  |
|                         |                                            |       |                                                     |                                 |  |  |

| 21. kolo 21. ledna 2023 | Liverpool                         | 0 – 0 | Chelsea FC   | Anfield, Liverpool              |  |  |
| 13:30                   | Bajcetic 34' Milner 66' Jones 90' |       | 80' Chalobah | Diváci: 53 126 Rozhodčí: Oliver |  |  |
|                         |                                   |       |              |                                 |  |  |

| 22. kolo 3. února 2023 | Chelsea FC    | 0 – 0 | Fulham                                                   | Stamford Bridge, Fulham          |  |  |
| 21:00                  | Gallagher 64' |       | 22' Palhinha 51' Pereira 67' Decordova-Reid 90+3' Wilson | Diváci: 40 041 Rozhodčí: Attwell |  |  |
|                        |               |       |                                                          |                                  |  |  |

| 23. kolo 11. února 2023 | West Ham United        | 1 – 1 | Chelsea FC                    | London Stadium, Londýn          |  |  |
| 13:30                   | Emerson 28' Coufal 55' |       | João Félix 16' Badiashile 64' | Diváci: 62 471 Rozhodčí: Pawson |  |  |
|                         |                        |       |                               |                                 |  |  |

| 24. kolo 18. února 2023 | Chelsea FC                                  | 0 – 1 | Southampton                                                                                          | Stamford Bridge, Fulham        |  |  |
| 16:00                   | Koulibaly 4' Arrizabalaga 87' Kovačić 90+7' |       | 16' Bella-Kotchap 45+1', 90+7' James Ward-Prowse 45+4' S. Armstrong 75' Mara 87' Lavia 90+8' Perraud | Diváci: 40 152 Rozhodčí: Coote |  |  |
|                         |                                             |       | |                                |  |  |

| 25. kolo 26. února 2023 | Tottenham Hotspur                                        | 2 – 0 | Chelsea FC                           | Tottenham Hotspur Stadium, Londýn |  |  |
| 14:30                   | Emerson 45+3' Oliver Skipp 46' Davies 59' Harry Kane 82' |       | 45+3' Havertz 45+6' Ziyech 74' Mount | Diváci: 61 613 Rozhodčí: Attwell  |  |  |
|                         |                                                          |       |                                      |                                   |  |  |

| 26. kolo 4. března 2023 | Chelsea FC                             | 1 – 0 | Leeds United | Stamford Bridge, Fulham         |  |  |
| 16:00                   | Wesley Fofana 33', 53' Gallagher 90+4' |       |              | Diváci: 39 905 Rozhodčí: Oliver |  |  |
|                         |                                        |       |              |                                 |  |  |

| 27. kolo 11. března 2023 | Leicester City                            | 1 – 3 | Chelsea FC                                                                       | King Power Stadium, Leicester     |  |  |
| 16:00                    | Faes 19', 87' Patson Daka 39' Pereira 51' |       | 11' Ben Chilwell 13' W. Fofana 31' Cucurella 45+6' Kai Havertz 78' Mateo Kovačić | Diváci: 32 170 Rozhodčí: Marriner |  |  |
|                          |                                           |       |                                                                                  |                                   |  |  |

| 28. kolo 18. března 2023 | Chelsea FC                                                    | 2 – 2 | Everton                                                       | Stamford Bridge, Fulham          |  |  |
| 18:30                    | João Félix 52' Koulibaly 57' James 74' Kai Havertz 76' (pen.) |       | 29' Gueye 45+1' McNeil 69' Abdoulaye Doucouré 89' Ellis Simms | Diváci: 40 025 Rozhodčí: England |  |  |
|                          |                                                               |       |                                                               |                                  |  |  |

| 29. kolo 1. dubna 2023 | Chelsea FC                             | 0 – 2 | Aston Villa                                                          | Stamford Bridge, Fulham         |  |  |
| 18:30                  | Kovačić 39' Chilwell 54' Fernández 68' |       | 4' Kamara 18' Ollie Watkins 56' John McGinn 84' Chambers 90+3' Digne | Diváci: 40 082 Rozhodčí: Madley |  |  |
|                        |                                        |       |                                                                      |                                 |  |  |

| 30. kolo 8. dubna 2023 | Wolverhampton Wanderers                           | 1 – 0 | Chelsea FC                                                        | Molineux Stadium, Wolverhampton |  |  |
| 15:00                  | Matheus Nunes 31' Mario Lemina 39' João Gomes 59' |       | 49' Cucurella 63' Sterling 67' Gallagher 87' Kovačić 89' Chilwell | Diváci: 31 614 Rozhodčí: Bankes |  |  |
|                        |                                                   |       |                                                                   |                                 |  |  |

| 31. kolo 15. dubna 2023 | Chelsea FC                            | 1 – 2 | Brighton & Hove Albion                                    | Stamford Bridge, Fulham        |  |  |
| 15:00                   | Conor Gallagher 13', 45' Chalobah 51' |       | 4' Veltman 42' Danny Welbeck 69' Julio Enciso 77' Sánchez | Diváci: 40 126 Rozhodčí: Jones |  |  |
|                         |                                       |       |                                                           |                                |  |  |

| 33. kolo 26. dubna 2023 | Chelsea FC | 0 – 2 | Brentford                                                         | Stamford Bridge, Fulham         |  |  |
| 20:45                   | Fofana 72' |       | 37' (vl.) César Azpilicueta 46' Jensen 73' Henry 78' Bryan Mbeumo | Diváci: 39 929 Rozhodčí: Madley |  |  |
|                         |            |       |                                                                   |                                 |  |  |

| 34. kolo 2. května 2023 | Arsenal                                    | 3 – 1 | Chelsea FC                                   | Emirates Stadium, Highbury     |  |
| 21:00 | Martin Ødegaard 18', 31' Gabriel Jesus 34' |       | 65' Noni Madueke 80' Kovačić 90+5' Gallagher | Diváci: 60 144 Rozhodčí: Jones |  |
| Poznámky: Zápas, který byl původně naplánován na 29. dubna 2023, byl odložen kvůli důsledkům zvýšených nároků na policii nutných pro korunovaci krále Karla III. |                                            |       |                                              |                                |  |

| 35. kolo 6. května 2023 | Bournemouth                  | 1 – 3 | Chelsea FC                                                                        | Dean Court, Bournemouth         |  |  |
| 15:00                   | Matías Viña 21' Senesi 45+3' |       | 9' Conor Gallagher 15' Mudryk 20' Kanté 65', 82' Benoît Badiashile 86' João Félix | Diváci: 10 357 Rozhodčí: Brooks |  |  |
|                         |                              |       |                                                                                   |                                 |  |  |

| 36. kolo 13. května 2023 | Chelsea FC                                                 | 2 – 2 | Nottingham Forest               | Stamford Bridge, Fulham          |  |  |
| 15:00                    | Raheem Sterling 51', 58' Félix 69' Silva 73' Gallagher 79' |       | 13', 62' Taiwo Awoniyi 83' Lodi | Diváci: 40 030 Rozhodčí: Tierney |  |  |
|                          |                                                            |       |                                 |                                  |  |  |

| 37. kolo 21. května 2023 | Manchester City    | 1 – 0 | Chelsea FC                | City of Manchester Stadium, Manchester |  |  |
| 17:00                    | Julián Álvarez 12' |       | 18' Havertz 66' Fernández | Diváci: 53 490 Rozhodčí: Oliver        |  |  |
|                          |                    |       |                           |                                        |  |  |

| 32. kolo 25. května 2023 | Manchester United                                                                            | 4 – 1 | Chelsea FC                   | Old Trafford, Manchester         |  |  |
| 21:00                    | Casemiro 6' Anthony Martial 45+5' Bruno Fernandes 73' (pen.) Malacia 75' Marcus Rashford 78' |       | 75' Fernández 89' João Félix | Diváci: 73 561 Rozhodčí: Attwell |  |  |
|                          |                                                                                              |       |                              |                                  |  |  |

| 38. kolo 28. května 2023 | Chelsea FC                | 1 – 1 | Newcastle United  | Stamford Bridge, Fulham          |  |  |
| 17:30                    | Kieran Trippier 27' (vl.) |       | 9' Anthony Gordon | Diváci: 40 130 Rozhodčí: Gillett |  |  |
|                          |                           |       |                   |                                  |  |  |

### FA Cup
Hlavní článek: FA Cup 2022/23
| 3. kolo 8. ledna 2023 | Manchester City                                                                                       | 4 – 0 | Chelsea       | Etihad Stadium, Manchester     |  |  |
| 16:30                 | Rijád Mahriz 23', 85' (pen.) Julián Álvarez 30' (pen.) Phil Foden 38' Rodri 54' Silva 70' Cancelo 87' |       | 62' Gallagher | Diváci: 51 505 Rozhodčí: Jones |  |  |
|                       | |       |               |                                |  |  |

### EFL
Hlavní článek: EFL 2022/23
| 3. kolo 9. listopadu 2022 | Manchester City                                  | 2 – 0 | Chelsea                                    | Etihad Stadium, Manchester      |  |  |
| 21:00 SEČ                 | Riyad Mahrez 53' Julián Álvarez 58' Grealish 89' |       | 18' Koulibaly 52' Chalobah 89' Azpilicueta | Diváci: 52 148 Rozhodčí: Hooper |  |  |
|                           |                                                  |       |                                            |                                 |  |  |

### Liga mistrů UEFA
Hlavní článek: Liga mistrů UEFA 2022/23

#### Skupinová fáze
Liga mistrů UEFA 2022/23 - Skupina E
| Poř. | Tým               | Z | V | R | P | VG | OG | B  |
| ---- | ----------------- | - | - | - | - | -- | -- | -- |
| 1.   | Chelsea           | 6 | 4 | 1 | 1 | 10 | 4  | 13 |
| 2.   | AC Milán          | 6 | 3 | 1 | 2 | 12 | 7  | 10 |
| 3.   | Red Bull Salzburg | 6 | 1 | 3 | 2 | 5  | 9  | 6  |
| 4.   | Dinamo Záhřeb     | 6 | 1 | 1 | 4 | 4  | 11 | 4  |

|  | Postup do osmifinále                      |
|  | Postup do předkola play-off Evropské ligy |

| 1. kolo 6. září 2022 | Dinamo Záhřeb                   | 1 – 0 | Chelsea                 | Stadion Maksimir, Záhřeb, Chorvatsko |  |  |
| 18:45 SELČ           | Mislav Oršić 13' Baturina 90+6' |       | 59' Mount 67' Koulibaly | Diváci: 20,607 Rozhodčí: Kovács      |  |  |
|                      |                                 |       |                         |                                      |  |  |

| 2. kolo 14. září 2022 | Chelsea                       | 1 – 1 | Red Bull Salzburg                                            | Stamford Bridge, Londýn           |  |  |
| 21:00 SELČ            | Raheem Sterling 48' James 79' |       | 75' Noah Okafor 76' Adamu 77' Pavlović 78' Ulmer 89' Capaldo | Diváci: 38.818 Rozhodčí: Kružliak |  |  |
|                       |                               |       |                                                              |                                   |  |  |

| 3. kolo 5. října 2022 | Chelsea                                                                               | 3 – 0 | Milán                                | Stamford Bridge, Londýn           |  |  |
| 21:00 SELČ            | Wesley Fofana 24' Kovačić 39' Pierre-Emerick Aubameyang 56' Reece James 62' Silva 71' |       | 8' Krunić 15' Ballo-Touré 42' Tomori | Diváci: 39.537 Rozhodčí: Makkelie |  |  |
|                       |                                                                                       |       |                                      |                                   |  |  |

| 4. kolo 11. října 2022 | Milán                                                                             | 0 – 2 | Chelsea                                                                                | San Siro, Milán, Itálie          |  |  |
| 21:00 SELČ             | Tomori 18' Giroud 20' Gabbia 32' Krunić 35' Pobega 66' Tonali 89' Ballo-Touré 90' |       | 20' Mount 21' (pen.) Jorginho 29' Sterling 34' Pierre-Emerick Aubameyang 86' Gallagher | Diváci: 75,051 Rozhodčí: Siebert |  |  |
|                        |                                                                                   |       |                                                                                        |                                  |  |  |

| 5. kolo 25. října 2022 | Red Bull Salzburg          | 1 – 2 | Chelsea                                                            | Stadion Wals-Siezenheim, Salcburk, Rakousko |  |  |
| 18:45 SELČ             | Sučić 47' Junior Adamu 49' |       | 23' Mateo Kovačić 64' Kai Havertz 85' Gallagher 90+2' Arrizabalaga | Diváci: 29,520 Rozhodčí: Schärer            |  |  |
|                        |                            |       |                                                                    |                                             |  |  |

| 6. kolo 2. listopadu 2022 | Chelsea                                             | 2 – 1 | Dinamo Záhřeb                                                | Stamford Bridge, Londýn           |  |  |
| 21:00 SEČ                 | Raheem Sterling 18' Denis Zakaria 30' Koulibaly 39' |       | 7' Bruno Petković 22' Josip Mišić 54' Ivanušec 89' Moharrami | Diváci: 39,392 Rozhodčí: Letexier |  |  |
|                           |                                                     |       |                                                              |                                   |  |  |

#### Vyřazovací fáze
Liga mistrů UEFA 2022/23 – vyřazovací fáze

##### Osmifinále
Los osmifinále proběhl 7. listopadu 2022.
Chelsea byla nalosována do dvojice s německou Borussií Dortmund, první zápas odehraje Chelsea venku, druhý doma jakožto vítěz skupiny Ligy mistrů.
| 1. zápas 15. února 2023 | Borussia Dortmund                                                            | 1 – 0 | Chelsea                                 | Signal Iduna Park, Dortmund, Německo |  |  |
| 21:00                   | Bellingham 49' Can 53' Karim Adeyemi 63', 77' Özcan 85' Ryerson 90' Süle 90' |       | 9' James 16' Silva 72' Ziyech 90' Mount | Diváci: 81 365 Rozhodčí: Manzano     |  |  |
|                         |                                                                              |       |                                         |                                      |  |  |

| 2. zápas 7. března 2023 | Chelsea                                                                                                  | 2 – 0 (2–1) celk. | Borussia Dortmund                    | Stamford Bridge, Londýn, Anglie   |  |  |
| 21:00                   | Raheem Sterling 43' Kai Havertz 53' (pen.) Arrizabalaga 65' Fernández 77' Chilwell 90+2' Cucurella 90+6' |                   | 41' Süle 90+2' Wolf 90+8' Bellingham | Diváci: 38 882 Rozhodčí: Makkelie |  |  |
|                         | |                   |                                      |                                   |  |  |

##### Čtvrtfinále
Los čtvrtfinále proběhl 17. března 2023.
Chelsea byla nalosována proti španělskému týmu a obhájci titulu Realu Madrid, přičemž první utkání se odehraje venku.
| 1. zápas 12. dubna 2023 | Real Madrid                                                               | 2 – 0 | Chelsea                            | Santiago Bernabéu, Madrid, Španělsko |  |  |
| 21:00                   | Camavinga 7' Karim Benzema 21' Marco Asensio 74' Militão 84' Carvajal 87' |       | 5' Fofana 59' Chilwell 87' Kovačić | Diváci: 63 142 Rozhodčí: Letexier    |  |  |
|                         |                                                                           |       |                                    |                                      |  |  |

| 2. zápas 18. dubna 2023 | Chelsea                            | 0 – 2 (0–4) celk. | Real Madrid                  | Stamford Bridge, Londýn, Anglie |  |  |
| 21:00                   | Cucurella 34' James 50' Mudryk 89' |                   | 22' Militão 58', 80' Rodrygo | Diváci: 39 453 Rozhodčí: Orsato |  |  |
|                         |                                    |                   |                              |                                 |  |  |

## Statistiky

### Zápasy
| 1                          | G | Kepa Arrizabalaga         | 29 | 1 | 0 | 9  | 39 |
| 4                          | O | Benoît Badiashile         | 11 | 0 | 0 | 0  | 11 |
| 5                          | Z | Enzo Fernández            | 18 | 0 | 0 | 4  | 22 |
| 6                          | O | Thiago Silva              | 27 | 0 | 0 | 8  | 35 |
| 7                          | Z | N'Golo Kanté              | 7  | 0 | 0 | 2  | 9  |
| 8                          | Z | Mateo Kovačić             | 27 | 1 | 1 | 8  | 37 |
| 9                          | Ú | Pierre-Emerick Aubameyang | 15 | 0 | 0 | 6  | 21 |
| 10                         | Ú | Christian Pulišić         | 23 | 0 | 1 | 5  | 29 |
| 11                         | Ú | João Félix                | 16 | 0 | 0 | 4  | 20 |
| 12                         | Z | Ruben Loftus-Cheek        | 25 | 0 | 1 | 7  | 33 |
| 13                         | G | Marcus Bettinelli         | 0  | 0 | 0 | 0  | 0  |
| 14                         | O | Trevoh Chalobah           | 25 | 1 | 1 | 6  | 33 |
| 15                         | Ú | Mychajlo Mudryk           | 15 | 0 | 0 | 2  | 17 |
| 16                         | G | Édouard Mendy             | 10 | 0 | 1 | 1  | 12 |
| 17                         | Z | Raheem Sterling           | 28 | 0 | 1 | 9  | 38 |
| 18                         | Z | Armando Broja             | 12 | 0 | 1 | 5  | 18 |
| 19                         | Z | Mason Mount               | 24 | 1 | 1 | 9  | 35 |
| 20                         | Z | Denis Zakaria             | 7  | 1 | 1 | 2  | 11 |
| 21                         | O | Ben Chilwell              | 23 | 0 | 0 | 7  | 30 |
| 22                         | Ú | Hakim Ziyech              | 17 | 1 | 1 | 4  | 23 |
| 23                         | Ú | Conor Gallagher           | 35 | 1 | 1 | 8  | 45 |
| 24                         | O | Reece James               | 16 | 0 | 0 | 8  | 24 |
| 26                         | O | Kalidou Koulibaly         | 23 | 1 | 1 | 7  | 32 |
| 27                         | Ú | David Datro Fofana        | 3  | 1 | 0 | 0  | 4  |
| 28                         | O | César Azpilicueta         | 25 | 1 | 1 | 5  | 32 |
| 29                         | Ú | Kai Havertz               | 35 | 1 | 1 | 10 | 47 |
| 30                         | Z | Carney Chukwuemeka        | 14 | 1 | 0 | 0  | 15 |
| 31                         | Ú | Noni Madueke              | 12 | 0 | 0 | 0  | 12 |
| 32                         | O | Marc Cucurella            | 24 | 0 | 1 | 8  | 33 |
| 33                         | O | Wesley Fofana             | 15 | 0 | 0 | 5  | 20 |
| 42                         | O | Bashir Humphreys          | 0  | 1 | 0 | 0  | 1  |
| 56                         | Z | Omari Hutchinson          | 1  | 1 | 0 | 0  | 2  |
| 67                         | Z | Lewis Hall                | 9  | 1 | 1 | 0  | 11 |
| Hráči, kteří opustili klub |   |                           |    |   |   |    |    |
| 5                          | Z | Jorginho                  | 18 | 1 | 0 | 6  | 25 |

### Nejlepší střelci
| Pozice       | Číslo        | Pozice       | Hráč                      | Premier League | FA Cup | EFL Cup | UEFA Champions League | Celkově |
| ------------ | ------------ | ------------ | ------------------------- | -------------- | ------ | ------- | --------------------- | ------- |
| 1            | 29           | Ú            | Kai Havertz               | 7              | 0      | 0       | 2                     | 9       |
| 1            | 17           | Ú            | Raheem Sterling           | 6              | 0      | 0       | 3                     | 9       |
| 3            | 11           | Ú            | João Félix                | 4              | 0      | 0       | 0                     | 4       |
| 4            | 5            | Z            | Jorginho                  | 2              | 0      | 0       | 1                     | 3       |
| 4            | 9            | Ú            | Pierre-Emerick Aubameyang | 1              | 0      | 0       | 2                     | 3       |
| 4            | 19           | Z            | Mason Mount               | 3              | 0      | 0       | 0                     | 3       |
| 4            | 23           | Z            | Conor Gallagher           | 3              | 0      | 0       | 0                     | 3       |
| 8            | 8            | Z            | Mateo Kovačić             | 1              | 0      | 0       | 1                     | 2       |
| 8            | 21           | O            | Ben Chilwell              | 2              | 0      | 0       | 0                     | 2       |
| 8            | 24           | Z            | Reece James               | 1              | 0      | 0       | 1                     | 2       |
| 8            | 26           | O            | Kalidou Koulibaly         | 2              | 0      | 0       | 0                     | 2       |
| 8            | 33           | O            | Wesley Fofana             | 1              | 0      | 0       | 1                     | 2       |
| 13           | 4            | O            | Benoît Badiashile         | 1              | 0      | 0       | 0                     | 1       |
| 13           | 10           | Ú            | Christian Pulišić         | 1              | 0      | 0       | 0                     | 1       |
| 13           | 18           | Ú            | Armando Broja             | 1              | 0      | 0       | 0                     | 1       |
| 13           | 20           | Z            | Denis Zakaria             | 0              | 0      | 0       | 1                     | 1       |
| 13           | 31           | Ú            | Noni Madueke              | 1              | 0      | 0       | 0                     | 1       |
| Vlastní góly | Vlastní góly | Vlastní góly | Vlastní góly              | 1              | 0      | 0       | 0                     | 1       |
| Celkově      | Celkově      | Celkově      | Celkově                   | 38             | 0      | 0       | 12                    | 50      |

### Nejlepší asistenti
| Pozice | Číslo   | Pozice  | Hráč                      | Premier League | FA Cup | EFL Cup | UEFA Champions League | Celkově |
| ------ | ------- | ------- | ------------------------- | -------------- | ------ | ------- | --------------------- | ------- |
| 1      | 17      | Ú       | Raheem Sterling           | 3              | 0      | 0       | 1                     | 4       |
| 1      | 19      | Z       | Mason Mount               | 2              | 0      | 0       | 2                     | 4       |
| 3      | 22      | Ú       | Hakim Ziyech              | 3              | 0      | 0       | 0                     | 3       |
| 4      | 5       | Z       | Enzo Fernández            | 2              | 0      | 0       | 0                     | 2       |
| 4      | 6       | O       | Thiago Silva              | 2              | 0      | 0       | 0                     | 2       |
| 4      | 8       | Z       | Mateo Kovačić             | 2              | 0      | 0       | 0                     | 2       |
| 4      | 10      | Ú       | Christian Pulišić         | 1              | 0      | 0       | 1                     | 2       |
| 4      | 15      | Z       | Mychajlo Mudryk           | 2              | 0      | 0       | 0                     | 2       |
| 4      | 21      | O       | Ben Chilwell              | 2              | 0      | 0       | 0                     | 2       |
| 4      | 24      | O       | Reece James               | 1              | 0      | 0       | 1                     | 2       |
| 4      | 32      | O       | Marc Cucurella            | 2              | 0      | 0       | 0                     | 2       |
| 4      | 12      | Z       | Ruben Loftus-Cheek        | 1              | 0      | 0       | 1                     | 2       |
| 13     | 7       | Z       | N'Golo Kanté              | 1              | 0      | 0       | 0                     | 1       |
| 13     | 9       | Ú       | Pierre-Emerick Aubameyang | 0              | 0      | 0       | 1                     | 1       |
| 13     | 23      | Z       | Conor Gallagher           | 1              | 0      | 0       | 0                     | 1       |
| 13     | 26      | O       | Kalidou Koulibaly         | 1              | 0      | 0       | 0                     | 1       |
| 13     | 29      | Ú       | Kai Havertz               | 1              | 0      | 0       | 0                     | 1       |
| 13     | Celkově | Celkově | Celkově                   | 26             | 0      | 0       | 7                     | 33      |

### Čistá konta
| Pozice  | Číslo   | Pozice  | Hráč              | Premier League | FA Cup | EFL Cup | UEFA Champions League | Celkově |
| ------- | ------- | ------- | ----------------- | -------------- | ------ | ------- | --------------------- | ------- |
| 1       | 1       | G       | Kepa Arrizabalaga | 9              | 0      | 0       | 3                     | 12      |
| 2       | 16      | G       | Édouard Mendy     | 1              | 0      | 0       | 0                     | 1       |
| Celkově | Celkově | Celkově | Celkově           | 9              | 0      | 0       | 3                     | 12      |

### Disciplinární statistiky
| Číslo   | Pozice  | Hráč                      | Premier League | Premier League                                             | Premier League | FA Cup | FA Cup                                                     | FA Cup    | EFL Cup | EFL Cup                                                    | EFL Cup   | UEFA Champions League | UEFA Champions League                                      | UEFA Champions League | Celkově | Celkově                                                    | Celkově   |
| Číslo   | Pozice  | Hráč                      |                | Žlutá karta udělena · Žlutá karta udělena opět · Vyloučení | Vyloučení      |        | Žlutá karta udělena · Žlutá karta udělena opět · Vyloučení | Vyloučení |         | Žlutá karta udělena · Žlutá karta udělena opět · Vyloučení | Vyloučení |                       | Žlutá karta udělena · Žlutá karta udělena opět · Vyloučení | Vyloučení             |         | Žlutá karta udělena · Žlutá karta udělena opět · Vyloučení | Vyloučení |
| ------- | ------- | ------------------------- | -------------- | ---------------------------------------------------------- | -------------- | ------ | ---------------------------------------------------------- | --------- | ------- | ---------------------------------------------------------- | --------- | --------------------- | ---------------------------------------------------------- | --------------------- | ------- | ---------------------------------------------------------- | --------- |
| 1       | G       | Kepa Arrizabalaga         | 1              | 0                                                          | 0              | 0      | 0                                                          | 0         | 0       | 0                                                          | 0         | 2                     | 0                                                          | 0                     | 3       | 0                                                          | 0         |
| 4       | DF      | Benoît Badiashile         | 2              | 0                                                          | 0              | 0      | 0                                                          | 0         | 0       | 0                                                          | 0         | 0                     | 0                                                          | 0                     | 2       | 0                                                          | 0         |
| 5       | Z       | Jorginho                  | 4              | 0                                                          | 0              | 0      | 0                                                          | 0         | 0       | 0                                                          | 0         | 0                     | 0                                                          | 0                     | 4       | 0                                                          | 0         |
| 5       | Z       | Enzo Fernández            | 3              | 0                                                          | 0              | 0      | 0                                                          | 0         | 0       | 0                                                          | 0         | 1                     | 0                                                          | 0                     | 4       | 0                                                          | 0         |
| 6       | O       | Thiago Silva              | 2              | 0                                                          | 0              | 0      | 0                                                          | 0         | 0       | 0                                                          | 0         | 2                     | 0                                                          | 0                     | 4       | 0                                                          | 0         |
| 7       | Z       | N'Golo Kanté              | 1              | 0                                                          | 0              | 0      | 0                                                          | 0         | 0       | 0                                                          | 0         | 0                     | 0                                                          | 0                     | 1       | 0                                                          | 0         |
| 8       | Z       | Mateo Kovačić             | 8              | 0                                                          | 0              | 0      | 0                                                          | 0         | 0       | 0                                                          | 0         | 2                     | 0                                                          | 0                     | 10      | 0                                                          | 0         |
| 9       | Ú       | Pierre-Emerick Aubameyang | 1              | 0                                                          | 0              | 0      | 0                                                          | 0         | 0       | 0                                                          | 0         | 0                     | 0                                                          | 0                     | 1       | 0                                                          | 0         |
| 10      | Ú       | Christian Pulišić         | 1              | 0                                                          | 0              | 0      | 0                                                          | 0         | 0       | 0                                                          | 0         | 0                     | 0                                                          | 0                     | 1       | 0                                                          | 0         |
| 11      | Ú       | João Félix                | 1              | 0                                                          | 1              | 0      | 0                                                          | 0         | 0       | 0                                                          | 0         | 0                     | 0                                                          | 0                     | 1       | 0                                                          | 1         |
| 12      | O       | Ruben Loftus-Cheek        | 1              | 0                                                          | 0              | 0      | 0                                                          | 0         | 0       | 0                                                          | 0         | 0                     | 0                                                          | 0                     | 1       | 0                                                          | 0         |
| 13      | G       | Marcus Bettinelli         | 0              | 0                                                          | 0              | 0      | 0                                                          | 0         | 0       | 0                                                          | 0         | 0                     | 0                                                          | 0                     | 0       | 0                                                          | 0         |
| 14      | O       | Trevoh Chalobah           | 4              | 0                                                          | 0              | 0      | 0                                                          | 0         | 1       | 0                                                          | 0         | 0                     | 0                                                          | 0                     | 5       | 0                                                          | 0         |
| 15      | Ú       | Mychajlo Mudryk           | 1              | 0                                                          | 0              | 0      | 0                                                          | 0         | 0       | 0                                                          | 0         | 1                     | 0                                                          | 0                     | 2       | 0                                                          | 0         |
| 16      | G       | Édouard Mendy             | 1              | 0                                                          | 0              | 0      | 0                                                          | 0         | 0       | 0                                                          | 0         | 0                     | 0                                                          | 0                     | 1       | 0                                                          | 0         |
| 17      | Z       | Raheem Sterling           | 4              | 0                                                          | 0              | 0      | 0                                                          | 0         | 0       | 0                                                          | 0         | 1                     | 0                                                          | 0                     | 5       | 0                                                          | 0         |
| 18      | Z       | Armando Broja             | 0              | 0                                                          | 0              | 0      | 0                                                          | 0         | 0       | 0                                                          | 0         | 0                     | 0                                                          | 0                     | 0       | 0                                                          | 0         |
| 19      | Z       | Mason Mount               | 4              | 0                                                          | 0              | 0      | 0                                                          | 0         | 0       | 0                                                          | 0         | 3                     | 0                                                          | 0                     | 7       | 0                                                          | 0         |
| 20      | Z       | Denis Zakaria             | 0              | 0                                                          | 0              | 0      | 0                                                          | 0         | 0       | 0                                                          | 0         | 0                     | 0                                                          | 0                     | 0       | 0                                                          | 0         |
| 21      | O       | Ben Chilwell              | 3              | 0                                                          | 0              | 0      | 0                                                          | 0         | 0       | 0                                                          | 0         | 1                     | 0                                                          | 1                     | 4       | 0                                                          | 1         |
| 22      | Ú       | Hakim Ziyech              | 1              | 0                                                          | 0              | 0      | 0                                                          | 0         | 0       | 0                                                          | 0         | 1                     | 0                                                          | 0                     | 2       | 0                                                          | 0         |
| 23      | Ú       | Conor Gallagher           | 9              | 1                                                          | 0              | 1      | 0                                                          | 0         | 0       | 0                                                          | 0         | 2                     | 0                                                          | 0                     | 12      | 1                                                          | 0         |
| 24      | O       | Reece James               | 4              | 0                                                          | 0              | 0      | 0                                                          | 0         | 0       | 0                                                          | 0         | 3                     | 0                                                          | 0                     | 7       | 0                                                          | 0         |
| 26      | O       | Kalidou Koulibaly         | 5              | 1                                                          | 0              | 0      | 0                                                          | 0         | 1       | 0                                                          | 0         | 2                     | 0                                                          | 0                     | 8       | 1                                                          | 0         |
| 27      | Ú       | David Datro Fofana        | 0              | 0                                                          | 0              | 0      | 0                                                          | 0         | 0       | 0                                                          | 0         | 0                     | 0                                                          | 0                     | 0       | 0                                                          | 0         |
| 28      | O       | César Azpilicueta         | 3              | 0                                                          | 0              | 0      | 0                                                          | 0         | 1       | 0                                                          | 0         | 0                     | 0                                                          | 0                     | 4       | 0                                                          | 0         |
| 29      | Ú       | Kai Havertz               | 5              | 0                                                          | 0              | 0      | 0                                                          | 0         | 0       | 0                                                          | 0         | 0                     | 0                                                          | 0                     | 5       | 0                                                          | 0         |
| 30      | Z       | Carney Chukwuemeka        | 0              | 0                                                          | 0              | 0      | 0                                                          | 0         | 0       | 0                                                          | 0         | 0                     | 0                                                          | 0                     | 0       | 0                                                          | 0         |
| 31      | Ú       | Noni Madueke              | 0              | 0                                                          | 0              | 0      | 0                                                          | 0         | 0       | 0                                                          | 0         | 0                     | 0                                                          | 0                     | 0       | 0                                                          | 0         |
| 32      | O       | Marc Cucurella            | 4              | 0                                                          | 0              | 0      | 0                                                          | 0         | 0       | 0                                                          | 0         | 2                     | 0                                                          | 0                     | 6       | 0                                                          | 0         |
| 33      | O       | Wesley Fofana             | 3              | 0                                                          | 0              | 0      | 0                                                          | 0         | 0       | 0                                                          | 0         | 1                     | 0                                                          | 0                     | 4       | 0                                                          | 0         |
| 42      | O       | Bashir Humphreys          | 0              | 0                                                          | 0              | 0      | 0                                                          | 0         | 0       | 0                                                          | 0         | 0                     | 0                                                          | 0                     | 0       | 0                                                          | 0         |
| 56      | Z       | Omari Hutchinson          | 0              | 0                                                          | 0              | 0      | 0                                                          | 0         | 0       | 0                                                          | 0         | 0                     | 0                                                          | 0                     | 0       | 0                                                          | 0         |
| 67      | Z       | Lewis Hall                | 1              | 0                                                          | 0              | 0      | 0                                                          | 0         | 0       | 0                                                          | 0         | 0                     | 0                                                          | 0                     | 1       | 0                                                          | 0         |
| —       | —       | Thomas Tuchel             | 0              | 0                                                          | 1              | 0      | 0                                                          | 0         | 0       | 0                                                          | 0         | 1                     | 0                                                          | 0                     | 1       | 0                                                          | 1         |
| —       | —       | Graham Potter             | 0              | 0                                                          | 0              | 0      | 0                                                          | 0         | 0       | 0                                                          | 0         | 0                     | 0                                                          | 0                     | 0       | 0                                                          | 0         |
| —       | —       | Bruno Saltor              | 0              | 0                                                          | 0              | 0      | 0                                                          | 0         | 0       | 0                                                          | 0         | 0                     | 0                                                          | 0                     | 0       | 0                                                          | 0         |
| —       | —       | Frank Lampard             | 0              | 0                                                          | 0              | 0      | 0                                                          | 0         | 0       | 0                                                          | 0         | 0                     | 0                                                          | 0                     | 0       | 0                                                          | 0         |
| Celkově | Celkově | Celkově                   | 77             | 2                                                          | 2              | 1      | 0                                                          | 0         | 3       | 0                                                          | 0         | 25                    | 0                                                          | 1                     | 106     | 2                                                          | 3         |

## Ocenění
| Číslo | Pozice | Hráč              | Cena                     | Zdroj  |
| ----- | ------ | ----------------- | ------------------------ | ------ |
| 1     | G      | Kepa Arrizabalaga | říjen 2022 Zákrok měsíce | [ 84 ] |